# Верке
Ве́рке, Вы́рка (укр. Вирка; венг. Vérke) — река в пределах Береговского района Закарпатской области (Украина). Протекает через сёла Балажер, Великая Бакта, Боржава и город Берегово.

## Описание
Длина 33 км, площадь бассейна 179 км². Долина шириной 100—300 м. Русло канализировано, шириной до 10 м. Уклон реки 0,33 м/км. Впадает в Серне с левой стороны на высоте 108 м над уровнем моря.
Воду используют для бытовых и хозяйственных потребностей.